# Lenka Vymazalová
Lenka Vymazalová, född den 15 juni 1959 i Litoměřice, Tjeckoslovakien, numera Tjeckien, är en tjeckoslovakisk landhockeyspelare.
Hon tog OS-silver i damernas landhockeyturnering i samband med de olympiska landhockeytävlingarna 1980 i Moskva.